# Johannes Hommel
Johannes Hommel (auch: Homelius, Hummelius, Homilius, Hummel; * 2. Februar 1518 in Memmingen; † 4. Juli 1562 in Leipzig) war ein deutscher evangelischer Theologe, Mathematiker und Astronom.

## Leben
Hommel begann seine Studien an der Universität Straßburg und setzte diese 1540 an der Universität Wittenberg fort. Im Kontakt mit Martin Luther, Philipp Melanchthon und Erasmus Reinhold erwarb er sich den akademischen Grad eines Magisters der freien Künste und wurde 1543 Pfarrer in Bläß bei Memmingen. Dieses Amt musste er 1548 verlassen, weil ihn das Augsburger Interim dazu nötigte. Seine Kenntnisse der Mathematik führten ihn nach Augsburg zu Kaiser Karl V., wo er eine Uhr fertigte, die der Kaiser dem türkischen Herrscher Süleyman I. schenkte. Er machte sich beim Kaiser durch seine Arbeiten so beliebt, dass jener ihn 1553 in den Adelsstand hob.
Da er jedoch als Anhänger der evangelischen Lehre nicht länger am Hof des Kaisers bleiben wollte, begab er sich in das Kurfürstentum Sachsen, wo er 1551 an der Universität Leipzig zum Professor der Mathematik berufen wurde und bald darauf zum Rat des Kurfürsten August avancierte. In Leipzig heiratete er 1558 Magdalena (* 23. Dezember 1529 in Nürnberg), die Tochter Joachim Camerarius’ des Älteren. Im Sommersemester 1560 übernahm er das Rektorat.
Durch seine Vorlesungen über Astronomie regte er Tycho Brahe an, kleine Teile einer Line durch Transversalen anzugeben und entlehnte aus seinen Beobachtungen die Polhöhe von Leipzig auf 51° 9' 17".
In Leipzig freundete sich Brahe mit Bartholomäus Scultetus, einem weiteren berühmten Schüler Hommels, an.
Hommel gab keine Schriften heraus, hinterließ aber verschiedene Manuskripte, fertigte astronomische Instrumente und vermachte dem Fürstenkollegium in Leipzig seine Bibliothek, nebst einer Stiftung für einen Studenten. Die dvdd nennt „De syllogismorum veritate“, Leipzig 1557 als sein Werk.
Nach Hommel ist der Mondkrater Hommel benannt.
Eine direkte Zusammenarbeit mit Valentin Thau ist belegt.